# Aniela Rodríguez
Aniela Rodríguez Zapata (Chihuahua, 3 de enero de 1992) es una narradora, cuentista y poeta mexicana. Obtuvo el Premio Nacional de Cuento Joven Comala 2016 por El problema de los tres cuerpos, así como el Premio Chihuahua por el cuento El confeccionador de deseos (2014). 
Su obra se caracteriza por personajes que van y vienen entre los sueños y la realidad cambiando la primera persona desde perspectivas externas al contexto. Su obra ha cobrado notoriedad en el mercado español e italiano. 

## Trayectoria
Es licenciada en Letras españolas por la Universidad de Chihuahua y Maestra en Letras Modernas por la Universidad Iberoamericana. Beneficiaria del programa Jóvenes Creadores del FONCA en el área de cuento (2014-2015) y del programa de Estímulos al Desarrollo Artístico de Chihuahua (2016). Fue seleccionada por la Feria Internacional del Libro de Guadalajara para integrar la edición 2019 de ¡Al Ruedo! Ocho talentos mexicanos, programa que promueve el trabajo de escritores mexicanos destacados.  Ha colaborado en Círculo de Poesía, La Hora de Arena y Tierra Adentro. su obra forma parte de la Antología de letras, dramaturgia, guion cinematográfico y lenguas indígenas.
En 2021 fue seleccionada por la revista Granta como uno de los 25 mejores escritores jóvenes en español.

## Premios y reconocimientos
- En 2021 fue reconocida por la Revista literaria y editorial Granta.[3]

- Premio Nacional de Cuento Joven Comala, 2016 por El problema de los tres cuerpos (FETA, 2016).[4]
- Premio Chihuahua de Literatura, 2013 por El confeccionador de deseos (Ficticia, 2015).[5]

## Obra
- Insurgencia  (ICM, 2014)
- El confeccionador de deseos[6] (Ficticia, 2015)
- El problema de los tres cuerpos (FETA, 2016)[7] - Compilación de nueve cuentos narrados en la cultura, sociedad y tradición mexicana. La autora recrea ambientes oníricos enmarcados en el sentimiento místico y religioso.

### Colaboraciones
- Lados B: Narrativa de alto riesgo (Mauricio Bares, Tierra Adentro, 2016)
- 22 voces, vol. 2 (David Miklos, Malaletra, 2017).